# Leelee Sobieski
Leelee (Liliane Rudabet Gloria Elsveta) Sobieski (ur. 10 czerwca 1983 w Nowym Jorku, USA) – amerykańska aktorka.

## Filmografia
- Pojednanie (Reunion, 1994) w roli Anny Yates
- A Horse for Danny (1995) w roli Danny
- Charlie Grace (1995) w roli Jenny Grace
- Z dżungli do dżungli (Jungle2Jungle, 1997) w roli Karen Kempster
- Dzień zagłady (Deep Impact, 1998) w roli Sary Hotchner
- Córka żołnierza nie płacze (A Soldier's Daughter Never Cries, 1998) w roli Channy Willis
- Ten pierwszy raz (Never Been Kissed, 1999) w roli Aldys Martin
- Joanna d’Arc (Joan of Arc, 1999) w roli Joanna d’Arc
- Oczy szeroko zamknięte (Eyes Wide Shut, 1999) w roli córki Milich'a
- Miejsce na Ziemi (Here on Earth, 2000) w roli Samanthy 'Sam' Cavanaugh
- Mój pierwszy książę (My First Mister, 2001) w roli Jennifer Anne Wilson
- Prześladowca (Joy Ride, 2001) w roli Venny Wilcox
- Dom Glassów (The Glass House, 2001) w roli Ruby Baker
- Powstanie (Uprising, 2001) w roli Tosii Altman
- L'idole (2002) w roli Sary Silver
- Max (2002) w roli Liselory Von Peltz
- Niebezpieczne związki (Les Liaisons Dangereuses, 2003) w roli Cecili de Volanges
- Hercules (2005) w roli Deianeiry
- Lying (2006) w roli Sary
- Upadłe niebo (Heavens Fall, 2006) w roli Victorii Price
- Głosy ciemności (In a Dark Place, 2006) w roli Anny Veigh
- Kult (The Wicker Man, 2006) w roli siostry Honey
- The Elder Son (2006) w roli Lolity
- Wejdź w moją skórę (Walk all over me, 2007) w roli Alberty
- 88 minut (88 minutes, 2007) w roli Lauren Douglas
- W imię króla (In The Name Of The King, 2007) w roli Murielli
- Wspólnicy z przypadku (Night Train, 2009) w roli Chloe
- Wrogowie publiczni (Public Enemies, 2009) w roli Polly Hamilton
- The Mad Cow (2010) w roli Abby Gibbons
- The Last Film Festival (2010) w roli Stalker
- Jej Szerokość Afrodyta (Drop Dead Diva, 2010) w roli Samanthy „Sam” Colby
- Żona idealna (The Good Wife, 2011) w roli Alexis Symanski
- NYC 22 (2012) w roli Jennifer Perry
- Branded (2012) w roli Abby Gibbons